# Nadia Biondini
Nadia Biondini (Milano, 26 maggio 1965) è una cantante e doppiatrice italiana.

## Carriera

### Doppiatrice
Ha doppiato alcuni personaggi di serie animate e film d'animazione, tra cui Nadia nella serie animata Nadia - Il mistero della pietra azzurra e nel film d'animazione Nadia e il mistero di Fuzzy nel 1992, sequel della serie animata, Sabrina in Ciao, Sabrina, Carina in One Piece Gold - Il film.
Ha collaborato in vari spot pubblicitari per marchi quali: Ferrero, McDonald's, Coca-Cola, Milka e tanti altri.

### Altre attività
Nel 1982 ha inciso due 45 giri per la Ricordi, Donna o bambina/Canzone americana e Aspetterò/So che non dovrei; nel 1985 è stata la cantante nella tournée italiana e brasiliana di Fred Bongusto.
Corista di numerose sigle TV tra cui diverse cantate come in Petali di stelle per Sailor Moon. Inoltre ha interpretato tutte le canzoni di Sabrina nell'anime Ciao, Sabrina oltre ad avere doppiato il personaggio; è doppiatrice nelle canzoni di Diventeremo famose (Alba) e nelle canzoni del ridoppiaggio di Jane e Micci.
Ha interpretato le canzoni delle Sailor Starlight, la canzone di Chibiusa e la canzone di Marta nelle varie serie di Sailor Moon;
Insieme ad altri doppiatori ha inciso la versione italiana della sigla di testa e di Moment di Marmalade Boy contenuti nel DVD del film Quello stesso giorno a casa di Yū.

#### Collaborazioni musicali
- 1986 - Il re del musical (Giangilberto Monti, 1986) - voce solista del brano Alta fedeltà
- Nel 1989 ha partecipato come cantante solista con lo pseudonimo di Nadia Goj al concorso per l'Eurofestival della Svizzera, classificandosi al terzo posto.
- Vocalist Nella tournée di Mango e corista nel disco L'amico è con Dario Baldan Bembo
- 1990-91 Vocalist nella tournée di Eros Ramazzotti al "Radio City Musical" di New York
- 1993-94 -Vocalist nella tournée di Roberto Vecchioni
- 1995 - Vocalist nella tournée e al Festival di Sanremo con Mango
- 1996 - Vocalist nella tournée di Mango
- 1997-98-99-00 -  Ha collaborato con il M.stro Peppe Vessicchio ed il M.stro Pippo Caruso Per le trasmissioni: Disco per l'Estate - Viva Napoli - 30 Ore per la Vita - Tiramisù con Pippo Baudo e Macchemù con il M.stro Fabio Frizzi
- 1998 - Vocalist al Festivalbar per “Lionel Richie”
- 1999 - Partecipa come corista alla trasmissione di Italia 1 “Meteore” con il M.stro Lucio Fabbri
- 1999 - Vocalist CD degli Articolo 31
- 2000 - Vocalist CD di Ron “30 anni di Musica”
- 2000 - Forma il suo primo gruppo “Nadia Biondini Band” con la quale si esibisce In molti locali
- 2001 - Partecipa come vocalist alla trasmissione di Canale 5 “La Notte Vola” condotta da “Lorella Cuccarini”
- 2001 - Partecipa a vari concerti duettando come solista insieme a Ron e a Grazia Di Michele
- 2000-01-02 - Partecipa come Vocalist ai concerti per Canale 5 “Note di Natale” in P.zza Duomo a Milano con diversi artisti Nazionali ed Internazionali come: R. Crawford - A. Stwuard - Pooh A. Baroni - R. Zero - I. Spagna - E. Ruggeri - A. Ruggiero.
- 2004 - Partecipa alla realizzazione del disco di Simona Bencini dei “Dirotta su Cuba” e del Nuovo album di R.Vecchioni
- 2004-05 - Ha duettato come solista con A. Farington al tributo dedicato a Frank Sinatra Con la Jazz band di P. Favini
- 2005-06 - Ha partecipato come corista alla realizzazione del Musical della PFM “Dracula”
- 2009-10 - Entra a far parte come Vocalist nel gruppo di Luca Jurman
- 2011-12-13 - Vocalist nella trasmissione IO CANTO condotta da "Gerry Scotti" ( Canale 5)
- 2014-18 - Docente presso Scuola Civica di Lecco "Villa Gomes" collabora con diverse scuole di Musica
- 2020-24  Collabora con diversi insegnanti  come Vocal Coach

## Doppiaggio

### Film
- Emma Moortgat in La famiglia Claus 2

### Film d'animazione
- Nadia e il mistero di Fuzzy (voce di Nadia)
- One Piece Gold - Il film  (voce di Carina)

### Cartoni animati
- Nadia - Il mistero della pietra azzurra (1ª edizione) (voce di Nadia)
- Alvin rock 'n' roll (voce di Jeanette)
- Le fiabe son fantasia (voce di Jorinde)
- Ciao, Sabrina (voce e parti cantate di Sabrina)
- Alé alé alé o-o (seconda voce di Cindy e voce di Marila)
- Un fiocco per sognare, un fiocco per cambiare (seconda voce di Monica)
- Sailor Moon e il mistero dei sogni (voce di Junjun)
- Luna, principessa argentata (voce della signorina Bonita)
- La clinica dell'amore (voce dell'infermiera Aiko)
- Sasurai (voce di Michela)
- Diventeremo famose (voce di Alba, di Futura e di Sally nelle canzoni)
- Sailor Moon e il cristallo del cuore (voce di Cyprine e Ptilol)
- Kotaro abita da solo (voce di Kozaki)

### Altro
- Gioca e suona con Cristina - Corso di musica per bambini. In compagnia di Cristina D'Avena (speaker)

## Discografia
2018
- The Golden Age - Ciao Sabrina